# Golești, Vâlcea
Golesti là một xã thuộc hạt Vâlcea, România. Dân số thời điểm năm 2002 là 2744 người.